# Serpents of the Light
Serpents of the Light – czwarty album studyjny amerykańskiej grupy deathmetalowej Deicide. Wydany został 21 października 1997 roku nakładem wytwórni muzycznej Roadrunner Records. Nagrania zostały zarejestrowane w Morrisound Recording w Tampie w stanie Floryda we współpracy z producentem muzycznym Scottem Burnsem.

## Lista utworów
Opracowano na podstawie materiału źródłowego.
1. „Serpents of the Light” – 3:03
2. „Bastard of Christ” – 2:48
3. „Blame It on God” – 2:45
4. „This Is Hell We're In” – 2:51
5. „I Am No One” – 3:38
6. „Slave to the Cross” – 3:15
7. „Creatures of Habit” – 3:07
8. „Believe the Lie” – 2:50
9. „The Truth Above” – 2:45
10. „Father Baker’s” – 3:36

## Twórcy
Opracowano na podstawie materiału źródłowego.

- Glen Benton – gitara basowa, wokal prowadzący
- Eric Hoffman – gitara rytmiczna, gitara prowadząca
- Brian Hoffman – gitara rytmiczna, gitara prowadząca
- Steve Asheim – perkusja
- Scott Burns – inżynieria dźwięku, miksowanie, produkcja muzyczna
- Alex McKnight - zdjęcia
- Nizin R. Lopez - oprawa graficzna
- Mitchel Howell - asystent inżyniera dźwięku